# Zaglossus bartoni
Zaglossus bartoni är en däggdjursart som först beskrevs av Thomas 1907.  Zaglossus bartoni ingår i släktet långnäbbiga myrpiggsvin och familjen myrpiggsvin. IUCN kategoriserar arten globalt som akut hotad.
Detta myrpiggsvin förekommer i Nya Guineas centrala och östra delar. Arten når i bergstrakter 4150 meter över havet. Habitatet varierar mellan tropiska regnskogar, bergsskogar, gräsmarker och buskskogar.

## Utseende
Arten skiljs från övriga arter i släktet Zaglossus på att den har fem klor på framtassarna och fyra på baktassarna. Vikten varierar från 5 till 16,5 kilogram, med ett genomsnitt på 6,5 kilogram.  Kroppslängden från 60 till 100 centimeter. Arten saknar svans och har svart päls. Z. bartoni är störst av de nu levande kloakdjuren. Den försvarar sig genom att rulla ihop till en boll.

## Underarter
Arten delas in i följande underarter:
- Z. b. bartoni
- Z. b. clunius
- Z. b. diamondi
- Z. b. smeenki

## Hot mot arten
Det är framför allt människan som utgör hot mot Z. bartoni. Arten jagas för köttets skull. Vildhundar decimerar också stammen.

## Övrigt
Födan utgörs främst av daggmaskar.
En individ som hölls i fångenskap vid London Zoo levde i 30 år.
Denna art av myrpiggsvin har förhållandevis stora revir, mellan 10 och 168 hektar. Gångar den gräver kan vara upp till 4,9 meter långa och på ett djup av 0,57 meter.